# Квадратна миля
Квадра́тна ми́ля (англійське скорочення sq mi або mi²) — одиниця площі в британській імперській та американській системах мір, що дорівнює площі квадрата зі стороною одна статутна миля. 
Квадратна миля еквівалентна:
- 4 014 489 600 квадратних дюймів
- 27 878 400 квадратних футів
- 3 097 600 квадратних ярдів
- 640 акрів
- 258,9988110336 гектарів
- 25 899 881 103,36 см²
- 2 589 988,110336 м²
- 2,589988110336 км²